# Pakistandagen
Pakistandagen (urdu: یوم پاکستان, Yom-e-Pakistan) även känd som Republikens dag eller Pakistans resolutionsdag, firas den 23 mars varje år med parader i Islamabad. Dagen firas till minne av Lahoreresolutionen 1940 samt antagandet av Pakistans konstitution 1956 då  Dominionen Pakistan blev Islamska republiken Pakistan.

### Fotnoter
1. ↑  Stacy Taus-Bolstad (april 2003). Pakistan in Pictures. Twenty-First Century Books. sid. 49. ISBN 9780822546825. http://books.google.com/books?id=K9QbtVadL_gC&pg=PA49. Läst 22 mars 2011
2. ↑  John Stewart Bowman (2000). Columbia chronologies of Asian history and culture. Columbia University Press. sid. 372. ISBN 9780231110044. http://books.google.com/books?id=pg5Qi28akwEC&pg=PA372. Läst 22 mars 2011